# Station Moerdijk AR

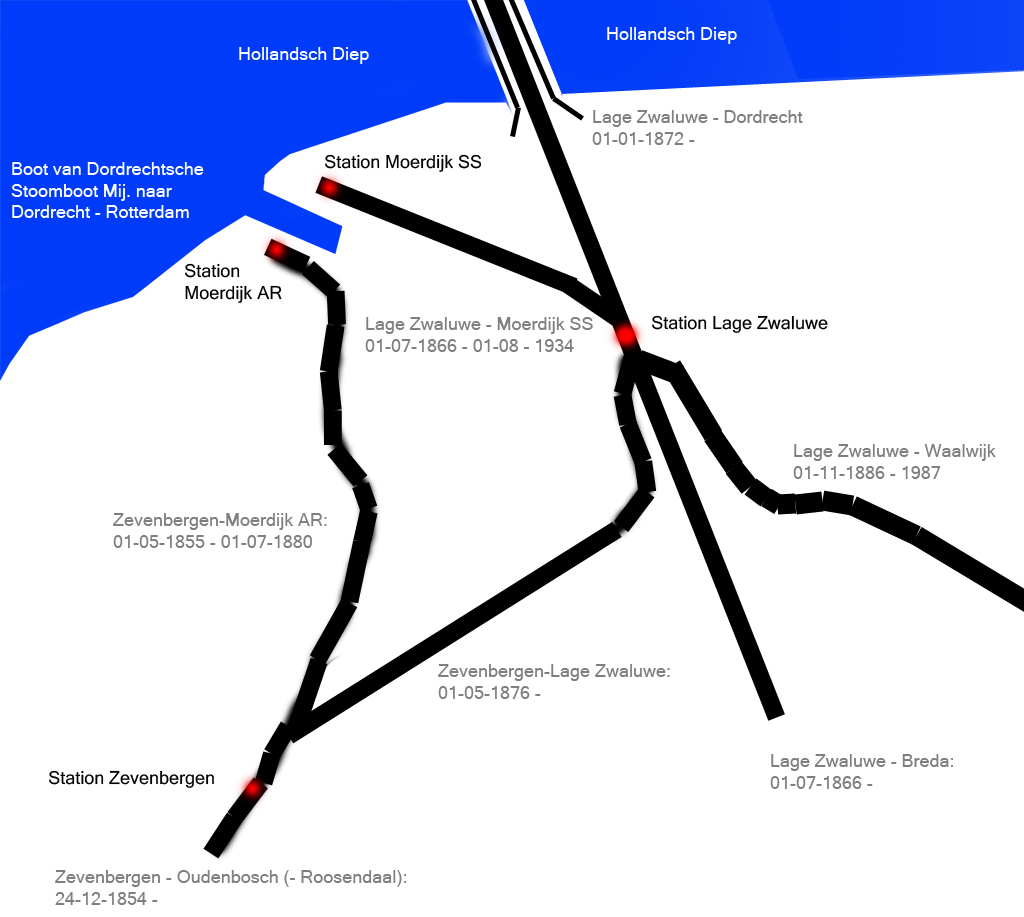
Sporensituatie rond Moerdijk

Station Moerdijk AR is een voormalig overstapstation op de boot naar Dordrecht en Rotterdam aan de Spoorlijn 12 tussen Antwerpen en Moerdijk. Deze spoorlijn werd geëxploiteerd door de Société Anonyme des chemins de fer d'Anvers à Rotterdam (AR).
Het traject van station Zevenbergen tot de steiger van de boot naar Rotterdam, en daarmee ook station Moerdijk AR, was in gebruik van 1 mei 1855 tot 1 juli 1880.
Het station had een klein emplacement van negen sporen en een stationsgebouw (eerste gebouw 1854-1864, tweede gebouw 1864-1880), goederenloods, een locomotieven- en een rijtuigenloods.
Naast dit station van de AR was er in Moerdijk vanaf 1866 ook een station van de Staatsspoorwegen.